# هم‌اتاقی من یک گربه است
هم‌اتاقی من یک گربه است (同居人はひざ、時々、頭のうえ。, Dōkyonin wa Hiza, Tokidoki, Atama no Ue) (به معنی "هم‌اتاقی من روی پایم است، اما گاهی اوقات روی سرم است") یک سریال مانگا ژاپنی است که توسط میناتسوکی نوشته شده و توسط آسو فوتاتسویا تصویرگری شده است. این اثر از ژوئن ۲۰۱۵ از طریق وب سایت کامیک پولاریس فلیکس کامکس منتشر شد. این کتاب تاکنون در نه جلد تانکوبون جمع‌آوری شده است. یک سریال تلویزیونی انیمه توسط زیرو-جی ساخته شد که از ژانویه تا مارس ۲۰۱۹ پخش شد.